# 2014년 상무 피닉스 야구단 시즌
2014년 상무 피닉스 야구단 시즌은 상무 피닉스 야구단이 KBO 퓨처스리그에 참가한 14번째 시즌이다. 박치왕 감독이 팀을 이끌었으며, 팀은 남부리그 6팀 중 1위에 올라 3년 연속으로 리그 우승을 차지했으며, 전체 12팀 중 승률 2위를 기록했다.

## 타이틀
- 2014 WBSC U-21 야구 월드컵 3위: 박치왕(코치), 김윤동, 박종윤
- 다승: 김상수 (10)
- 홀드: 서진용 (12)
- 남부리그 타율: 구자욱 (0.357)
- 남부리그 출장(타자): 정주현 (88)
- 남부리그 타석: 정진호 (378)
- 남부리그 타수: 정진호 (320)
- 남부리그 득점: 정주현 (70)
- 남부리그 안타: 정진호 (109)
- 남부리그 타점: 정진호 (64)
- 남부리그 출루율: 구자욱 (0.447)
- 남부리그 평균자책점: 고원준 (3.97)
- 남부리그 세이브: 김건태 (12)
- 남부리그 이닝: 고원준 (111)
- 남부리그 최소 실점: 김상수 (49)
- 남부리그 최소 자책점: 김상수 (42)

## 선수단
- 선발투수: 고원준, 김상수, 김윤동, 정인욱, 박종훈
- 구원투수: 박종윤, 안규영, 문승원, 정영일, 서진용, 김용주, 이현호, 최원재, 홍건희, 진명호
- 마무리투수: 김건태
- 포수: 박세혁, 김민식, 유강남, 지재옥
- 내야수: 구자욱, 오선진, 서상우, 하주석, 김상호, 김동한, 최정민, 류지혁
- 외야수: 정진호, 정주현, 강구성, 박상혁, 이우성, 윤정우, 박정음

## 같이 보기
- 2015년 신협 상무 피닉스 야구단 시즌